# Blanchiment (textile)
Pour les articles homonymes, voir Blanchiment.

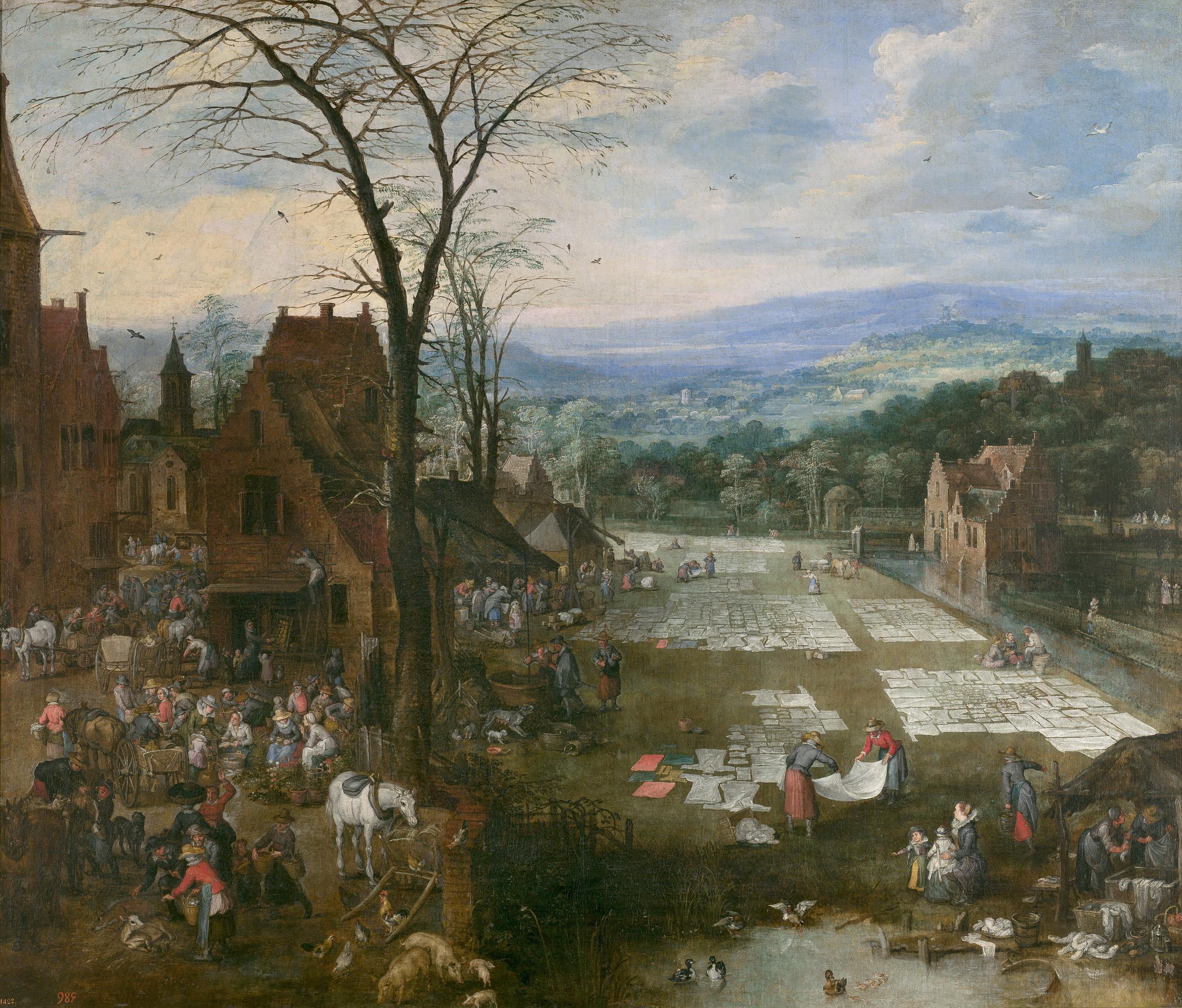
Blanchiment sur pré par Jan Brueghel l'Ancien et Joos de Momper, c. 1620

Le procédé de blanchiment le plus anciennement connu, et qui est encore pratiqué dans beaucoup de localités, surtout pour les tissus de chanvre et de lin, consiste à soumettre les tissus à l'action réitérée de l'air, de l'eau, de la lumière et de lessivages alcalins.
Par exemple en Pays de Léon, le blanchiment du lin s'opérait dans des kanndis ou maisons à buées, appartenant à des juloded.
À Gérardmer dans les Vosges, le blanchissement remonte au XVIIIe siècle. Les toiles de lin étaient d'abord lessivées à la cendre de bois puis abandonnées à la pluie. Quand elles étaient suffisamment imprégnées, on les lavait et les étendait sur les prés. On les arrosait régulièrement d'eau fraîche pour achever le blanchiment mais le rôle d'éléments tels que l'ozone, la rosée, la lune ou le soleil dans cette dernière étape reste sujet à caution. Cette technique fut reprise dès le XIXe siècle à une échelle industrielle jusqu'à l'introduction de méthodes chimiques dans les années 1950.